# Antonio Leal
Antonio Leal Labrín (Santiago, Chile, 10 de enero de 1950-Ib., 17 de noviembre de 2021) fue un sociólogo, filósofo, académico y político chileno del Partido por la Democracia (PPD). 
Se desempeñó como diputado por tres períodos consecutivos entre los años 1998-2010 por el distrito electoral n.º 5, correspondiente a las comunas de Chañaral, Copiapó  y Diego de Almagro.

## Formación académica
De profesión sociólogo, se formó en el Instituto de Sociología de la Universidad de Concepción. Poseía un Master en Relaciones Políticas Internacionales y obtuvo un doctorado en Historia de la Filosofía en la Universidad de Szeged, Hungría.

## Vida laboral
Debido al Golpe Militar de 1973, fue detenido el mismo 11 de septiembre, estuvo prisionero en la Isla Quiriquina de la Armada, en el Estadio Regional y en la Cárcel de Concepción. Fue expulsado de Chile y privado de su pasaporte, razón por la cual el gobierno de Italia, país donde se refugió, le entregó un documento de identidad de la Convención de Ginebra, y más tarde un pasaporte italiano. 
Como exiliado, estudió y trabajó en Italia y otros países de Europa y concentró su actividad política en aquel momento como dirigente del Partido Comunista, primero, como Presidente de los jóvenes chilenos de la izquierda en el exilio y después como integrante del organismo que coordinó la solidaridad mundial con Chile llamado "Chile Democrático" con sede en Roma. 
En Europa, prestó servicios como docente invitado en las universidades de Szeged en Hungría, Siena en Italia y de Zaragoza en España. A la par de esto, se volcó como articulista de índole político y cultural en los periódicos La Repubblica, Paese Sera y en la Revista Rinascista. Publicó en Italia tres libros: "Gramsci: la Citta Futura", "George Lukács: Etica della libertá", "Cile: uno Sguardo dall Esilio".
Luego de su regreso a Chile en 1991, continuó su trabajo como docente, esta vez en el Magíster en Gerencia Pública de la USACH y en el Magíster en Ciencias Políticas de la Universidad de Chile.
Además fue profesor en el curso de Filosofía y Pensamiento Político en la Escuela de Periodismo y Derecho de la Universidad Nacional Andrés Bello, en la Escuela de Administración de la Universidad de Santiago de Chile, y en la Licenciatura en Estudios Internacionales de la misma casa de estudios.
Fue director del Magíster en Comunicación y Ciencia Política de la Universidad Mayor, profesor de Filosofía de la Globalización en el Doctorado de Ciencias de la Administración de la Universidad de Santiago de Chile y profesor de Europa Contemporánea en la Licenciature en Estudios Internacionales de dicha Universidad. Se desempeñó, además, como profesor visitante de universidades italianas.
En 2011, en el  120 aniversario del nacimiento del filósofo italiano Antonio Gramsci, publica su último libro en Italia, titulado "Gramsci oltre Gramsci".
Fue además, columnista del diario El Mostrador durante varios años.

## Vida política
En su etapa de estudiante secundario inicia su carrera política militando en las Juventudes Comunistas de Chile, para luego ser electo, a los 15 años, presidente del Centro de Alumnos del Liceo Manuel Barros Borgoño, miembro del Comité Central de las JJCC y dirigente de la Federación de Estudiantes Secundarios de Santiago.
Fue elegido secretario general y luego presidente de la FEC (Federación de Estudiantes de la Universidad de Concepción) hasta el golpe de Estado del 11 de septiembre de 1973. Leal fue apresado por los militares y pasó por diversos regimientos junto a otros presos políticos de izquierda hasta que es derivado a la base naval de Talcahuano donde es sometido a torturas, luego es enviado a la Isla Quiriquina donde pasó un largo tiempo sin comunicación alguna con sus familiares.
En la Escuela de Grumetes estuvo por largo tiempo incomunicado, lo expusieron a mordeduras de perros, era amarrado de los pies para ser sumergido en toneles con agua con el fin de provocarle asfixia y le aplicaron electricidad como formas de tortura.
Finalmente cumple dos años y medio años preso en diversos presidios del régimen militar, para, por gestión de la Iglesia Católica y especialmente del Obispo Fernando Aristía Ruiz, posteriormente ser expulsado y radicarse como refugiado político en Italia donde se mantuvo los años que duró el régimen militar de Augusto Pinochet. Desde allí fue un activo dirigente del movimiento de solidaridad internacional por la recuperación de la democracia y la defensa de los derechos humanos en Chile.
Cuando retorna a Chile en 1991, renuncia al Partido Comunista publicando el ensayo La Izquierda después de Marx    y decide ingresar al Partido Democrático de Izquierda. Luego entró al Partido Por la Democracia, un nuevo referente político para la izquierda renovada de esos años. En esta agrupación, Antonio leal es elegido Vicepresidente en dos períodos. Además, fue por muchos años miembro de la Directiva Nacional y de la Comisión Política de aquella organización. En esos años publica el libro El Crepúsculo de la Política, donde analiza la crisis de la política y de las instituciones y llama a comprender los cambios de una sociedad internacionalizada y compleja para renovar la política y los partidos. 
Fue presidente de la comisión encargada de preparar los contenidos del Consejo Ideológico del PPD para definir los temas conceptuales y los paradigmas del progresismo PPD, así como los ejes programático emergentes que dan identidad a ese partido. Colaboró activamente con la presidenta del PPD Carolina Tohá aun cuando, siendo un antiguo referente del sector ligado al expresidente Ricardo Lagos, fue considerado como un hombre que mantuvo relaciones de unidad y de diálogo con las diversas sensibilidades PPD.
Durante el gobierno de Eduardo Frei Ruiz-Tagle trabaja en el Ministerio Secretaría General de la Presidencia como asesor político y despliega una intensa actividad académica.
Desde las elecciones parlamentarias de 1997 fue diputado por el distrito N.º 5, correspondiente a las comunas de Copiapó, Chañaral y Diego de Almagro, siendo reelecto en 2001 y en 2005, siempre con la primera mayoría distrital, regional y una de las primeras mayorías nacionales.
Entre marzo de 2006 y marzo de 2007 se desempeñó como Presidente de la Cámara de Diputados de Chile. Fue también primer vicepresidente y presidió las comisiones de Economía, Minería y Energía, Agencia Nacional de Inteligencia, Pequeña y mediana empresa y diversas comisiones especiales.
Durante su período parlamentario fue condecorado como Gran Oficial por los gobiernos de Perú, Italia, Polonia, Hungría y Francia. Recibió el Premio Italia, que es consignado por el Estado italiano a los italianos destacados en el ámbito cultural en el mundo y las condecoraciones por Mérito Parlamentario del Parlamento Andino y del Parlamento Europeo. Fue, además, Vicepresidente chileno del Parlamento Latinoamericano.
En 2009 se postuló a senador por la Circunscripción N.º 3 de Atacama, pero no logró ser electo.

## Vida personal
Sus padres fueron José Leal San Martín y Ana Labrín Fuentes. Estuvo casado con la exministra de Bienes Nacionales del primer gobierno de Michelle Bachelet, la abogada Romy Schmidt, con quien tuvo un hijo, Lucas.
En una reseña biográfica publicada en Cooperativa , se describen las preferencias literarias de Antonio Leal, nombrándose "El Maestro y Margarita", de Bulgakov; "El amor en Tiempos de Cólera", de Gabriel García Márquez; "Los Indiferentes", de Alberto Moravia, y "La Historia de un Burgués", de Sandor Marai.

## Historial electoral

### Elecciones parlamentarias de 1997
- Elecciones parlamentarias de Chile de 1997, Distrito 5 Chañaral, Copiapó  y Diego de Almagro [14]

### Elecciones parlamentarias de 2001
- Elecciones parlamentarias de Chile de 2001, Distrito 5 Chañaral, Copiapó  y Diego de Almagro [15]

### Elecciones parlamentarias de 2005
- Elecciones parlamentarias de Chile de 2005, Distrito 5 Chañaral, Copiapó  y Diego de Almagro [16]

### Elecciones parlamentarias de 2009
- Elecciones parlamentarias de 2009 a Senador por la Circunscripción 3 (Atacama)[17]